# Habrůvka
Habrůvka – wieś położona w Czechach w powiecie Blansko w kraju południowomorawskim.
Gmina zajmuje powierzchnię 9,95 km². Habrůvka znajduje się około 9 km na południowy wschód od Blanska, 14 km na północny wschód od Brna i 187 km na południowy wschód od Pragi. Na dzień 3 lipca 2006 roku we wsi mieszkało 336 osób.

## Historia
Pierwsze pisemne wzmianki o wsi pochodzą z 1365 r.

## Zabytki
W Habrůvce znajduje się Býčí skála część drugiego pod względem długości w Czechach systemu jaskiń o łącznej długości 13 km.
- Stanowiska archeologiczne
- Zabytkowy krzyż